# Ouratea campos-portoi
Ouratea campos-portoi är en tvåhjärtbladig växtart som beskrevs av Herman Otto Sleumer. Ouratea campos-portoi ingår i släktet Ouratea och familjen Ochnaceae. Inga underarter finns listade i Catalogue of Life.